# Jean-François Boch
Pour les articles homonymes, voir Boch.
Jean-François Boch, né le 9 mars 1782 et mort le 9 février 1858 à Mettlach, est un industriel et homme politique d'origine luxembourgeoise.

## Biographie
Fils du manufacturier Pierre-Joseph Boch (de) et d'Antoinette Nothomb, il débute à la manufacture impériale et royale de faïence fine à Septfontaines, fondée par son père.
Il acquiert l'ancienne abbaye de Mettlach en 1809 et établie à Mettlach une fabrique moderne et hautement mécanisée de céramique et vaisselle.
Le traitement réservé par Boch à son personnel reflétait l'approche paternaliste des employeurs les plus éclairés de l'époque et, en 1819, il put créer un fonds de soutien aux orphelins pour les familles des travailleurs. Une banque d'épargne et de crédit a suivi. Il a créé un « casino des travailleurs » et une « association de lecture » afin de promouvoir l'amélioration spirituelle et morale de ses employés.
Les affaires ont prospéré. Lors de l'exposition prussienne tenue en 1822 à Berlin, Boch est le seul fabricant du secteur de la poterie et de la céramique à recevoir une médaille d'or. C'est également lors de cette exposition que Boch a rencontré le conseiller privé et pionnier industriel Christian Peter Wilhelm Beuth. Peu de temps après, ils ont tous deux entrepris une visite de recherche en Angleterre afin d'y étudier les méthodes de production. Boch a repéré un nouveau mécanisme d'utilisation de l'hydroélectricité pour faire tourner les roues/tours et a introduit des mécanismes similaires dans ses propres usines, ce qui était une autre première en Europe continentale.
Pour survivre à l'assaut des importations anglaises, en 1836, Jean-François Boch et son concurrent Nicolas Villeroy fusionnent leurs activités, formant Villeroy & Boch. L'expansion à travers la frontière en France de « Utzschneider und Fabry » de Sarreguemines et en Belgique où ils ont établi « Keramis » s'est poursuivie. Une installation a également été créée à Dresde, en Saxe.
Après avoir transmis avec succès la direction de l'entreprise de Mettlach à ses fils, Jean-François Boch revient en 1844 à Siebenbrunnen/Sept-Fontaines et y reprend l'entreprise d'origine familiale. Il continue à diriger l'entreprise jusqu'à sa mort en 1858. C'est ici qu'il développe et met en production une toute nouvelle gamme de produits, les «Mettlacher Platten» (carreaux de sol en céramique).
En 1849, Jean-François Boch fait une brève excursion dans le monde politique en tant que membre du Parlement de Francfort entre le 3 janvier et le 30 mai. Il était l'un des trois représentants du Luxembourg, prenant la place précédemment occupée par Jean-Jacques Willmar, qui devait retourner à Luxembourg après avoir été nommé Premier ministre du Grand-Duché le 6 décembre 1848. À Francfort, Boch ne rejoint aucune faction particulière, mais il a tendance à voter avec les membres du centre-droit, en soutenant l'élection du roi prussien comme empereur des Allemands (le roi déclina la nomination). Quand le parlement discute de la question d'un éventuel État allemand sous la direction prussienne, les trois membres luxembourgeois présentèrent un front uni, insistant sur certaines conditions qui seraient nécessaires pour que le Luxembourg adhère à une telle union.
En 1850 il fonde, avec d'autres naturalistes et industriels, la Société Luxembourgeoise des Sciences Naturelles, dont il fut le premier président.
Il est le père d'Eugène von Boch (de) et le beau-père du baron Jean-Baptiste Nothomb.

### Sources
- (en) Cet article est partiellement ou en totalité issu de l’article de Wikipédia en anglais intitulé « Jean-François Boch » (voir la liste des auteurs).